# Tejutepeque
Tejutepeque è un comune del dipartimento di Cabañas, in El Salvador.